# Sydamerikanska mästerskapet i basket för damer 1946
Sydamerikanska mästerskapet i basket för damer 1946 var det första sydamerikanska mästerskapet i basket för damer och spelades i Santiago, Chile, Chile och vanns av Chile. 4 lag deltog.

## Slutställning
1. Chile
2. Brasilien
3. Argentina
4. Bolivia

## Resultat
Alla mötte varandra en gång, och spelade totalt 3 omgångar. De tre främsta fick medalj.
| Placering | Lag       | Vinst | Förlust | Gjorda poäng | Insläppta poäng | Poängskillnad |
| --------- | --------- | ----- | ------- | ------------ | --------------- | ------------- |
| 1         | Chile     | 3     | 0       | 162          | 100             | +62           |
| 2         | Brasilien | 2     | 1       | 113          | 91              | +22           |
| 3         | Argentina | 1     | 2       | 78           | 117             | -39           |
| 3         | Bolivia   | 0     | 3       | 87           | 132             | -45           |

|  |  | Chile | 46–34 | Brasilien |  |  |

|  |  | Chile | 54–28 | Argentina |  |  |

|  |  | Chile | 62–38 | Bolivia |  |  |

|  |  | Brasilien | 37–22 | Argentina |  |  |

|  |  | Brasilien | 42–23 | Bolivia |  |  |

|  |  | Argentina | 28–26 | Bolivia |  |  |